# Lehtosaari (ö i Norra Savolax, Norra Savolax, lat 63,69, long 27,53)
Lehtosaari är en ö i Finland. Den ligger i sjön Iso Kangaslampi och i kommunen Sonkajärvi i den ekonomiska regionen  Övre Savolax ekonomiska region  och landskapet Norra Savolax, i den centrala delen av landet, 400 km norr om huvudstaden Helsingfors. Öns area är 0,4 hektar och dess största längd är 120 meter i nord-sydlig riktning.